# Sir Richard Fletcher, 1.º Baronete

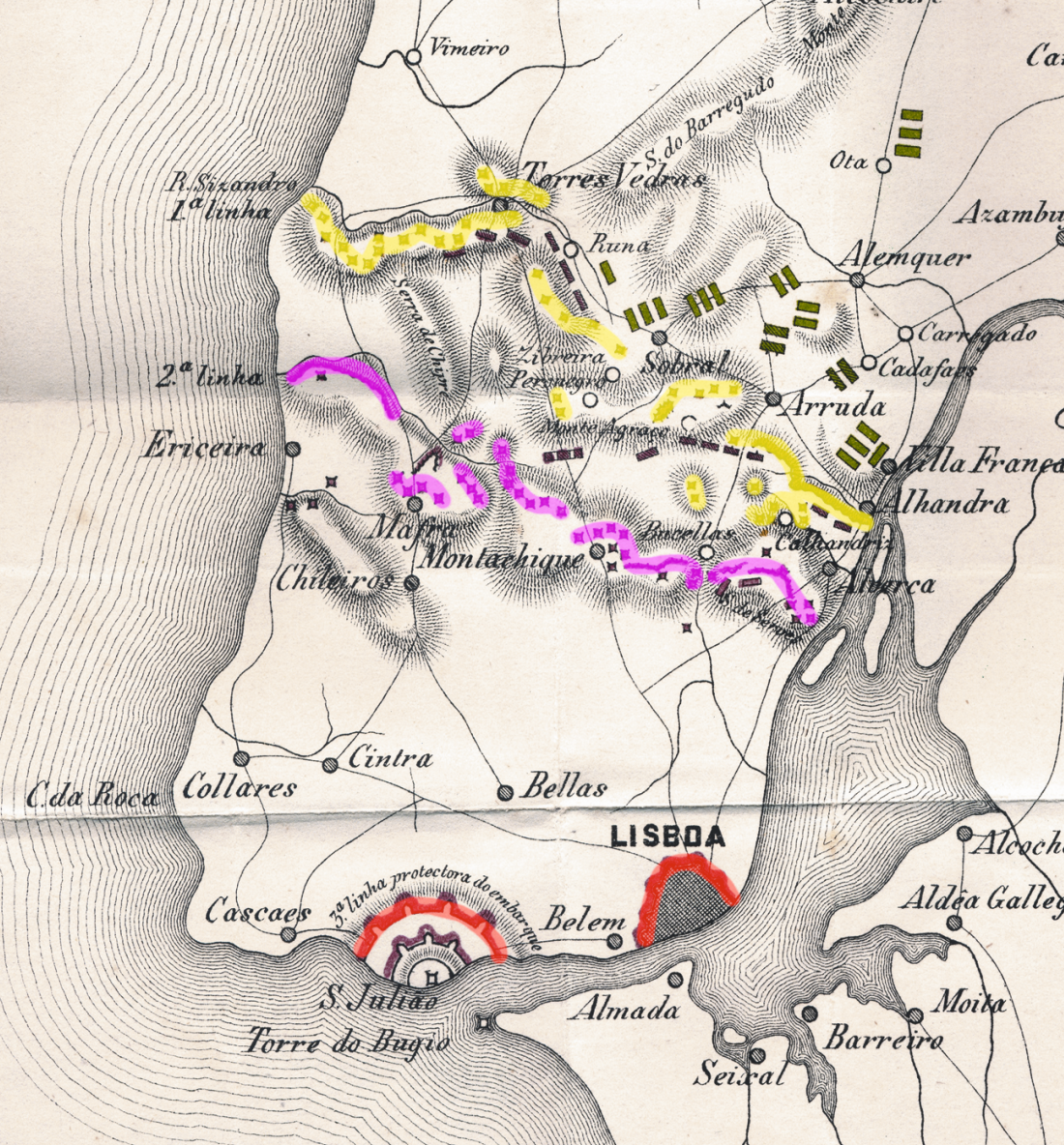
As Linhas de Torres Vedras foram construídas para proteger Lisboa e proporcionar uma linha de retirada.

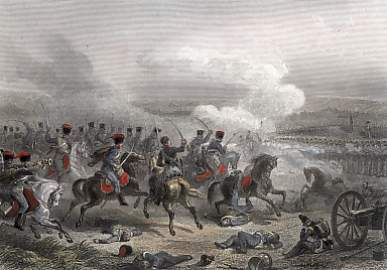
Gravura de 1837 mostrando a batalha de Fuentes de Oñoro.

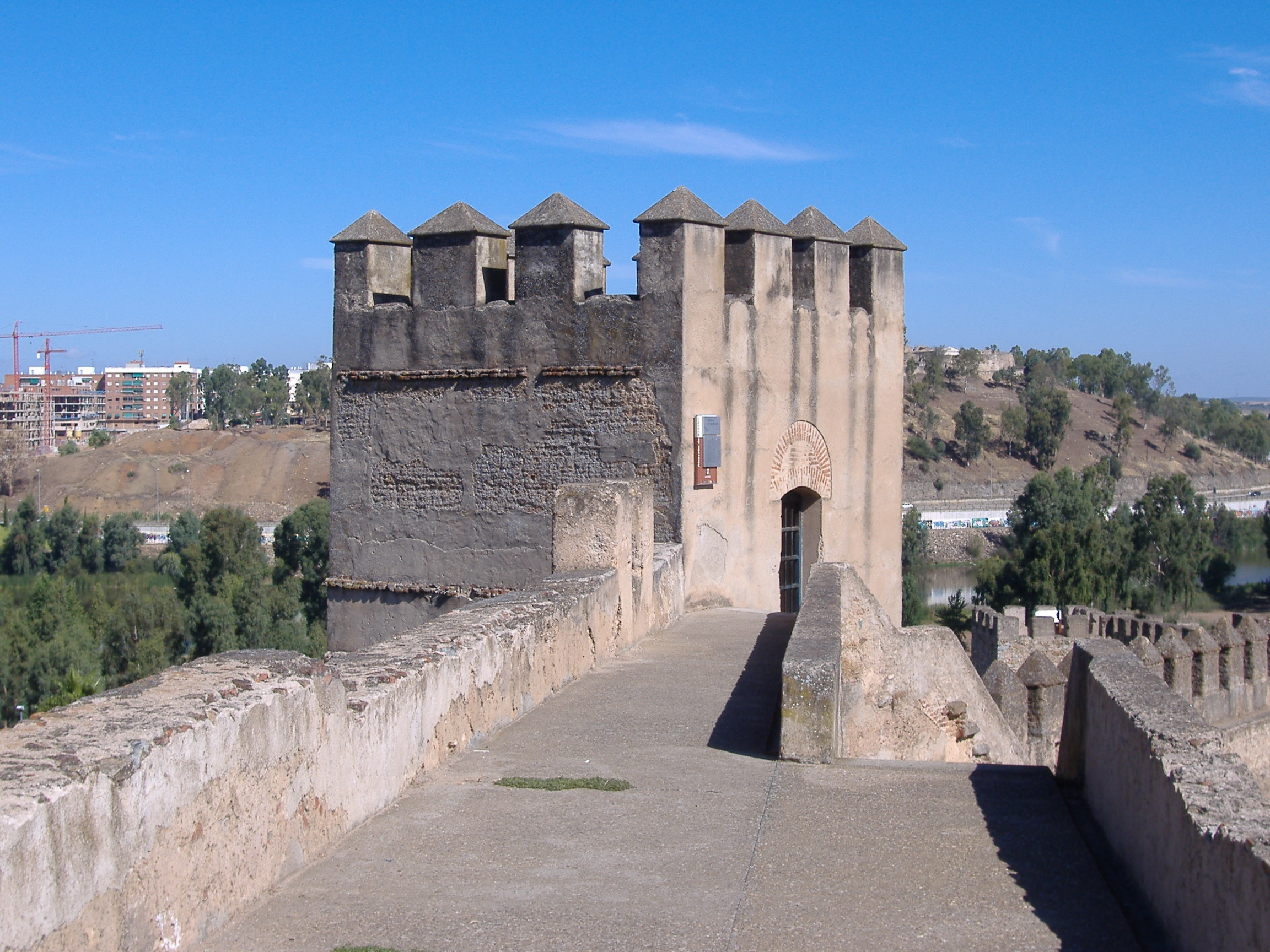
Muralhas de Badajoz, onde os engenheiros de Fletcher sofreram pesadas perdas em dois cercos. Em março de 1812, o próprio Fletcher foi ferido junto a estas mulralhas.

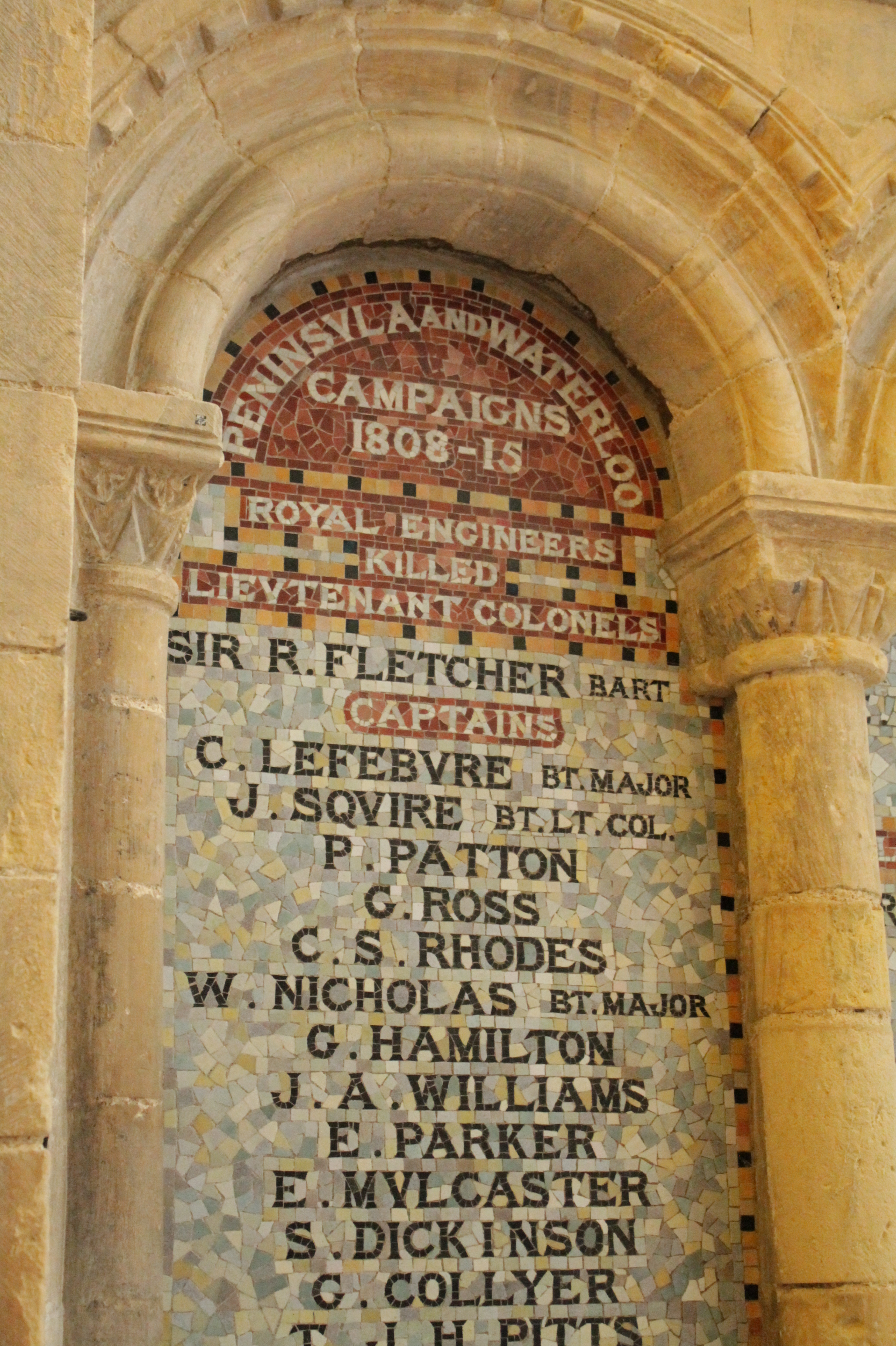
Painel memorial das baixas dos Royal Engineers sofridas na Guerra Peninsular colocado na Catedral de Rochester.

Sir Richard Fletcher (1768 — San Sebastián, 31 de agosto de 1813), 1.º baronete Fletcher, foi um engenheiro militar do Exército Britânico, que se destacou pelo seu trabalho de fortificação nas Linhas de Torres Vedras. Combateu nas Guerras Revolucionárias Francesas e na Guerra Peninsular, tendo sido louvado várias vezes, nomeadamente pelas suas ações na batalha de Talavera, na batalha do Buçaco, no segundo cerco de Badajoz e na batalha de Vitoria. Fletcher foi ferido duas vezes no cumprimento do dever antes de ser morto em ação no cerco de San Sebastián.

## Biografia
Pouco se sabe sobre o início da vida de Richard Fletcher, mesmo a sua data exata de nascimento é obscura. Sabe-se, no entanto, que o ano foi 1768 e que o seu pai era um clérigo.  Em 27 de novembro de 1796, em Plymouth, casou com Elizabeth Mudge, filha de um médico. Fletcher e sua esposa tiveram cinco filhos juntos: dois filhos e três filhas.
Embora Fletcher tenha sido sepultado perto do local onde foi morto em San Sebastián, um monumento à sua memória, ereto pelos Royal Engineers, encontra-se no lado ocidental do corredor norte da Abadia de Westminster, em Londres.

### Carreira militar
Richard Fletcher inscreveu-se como cadete na Real Academia Militar de Woolwich (Royal Military Academy, Woolwich), em Woolwich, a 7 de outubro de 1782. Começou a sua carreira na Royal Artillery, onde foi promovido a segundo-tenente a 9 de julho de 1788, antes de se juntar aos Royal Engineers a 29 de junho de 1790. Fletcher foi promovido a tenente a 16 de janeiro de 1793 e, quando a França declarou guerra à Grã-Bretanha, no final desse ano, foi enviado para servir nas Índias Ocidentais.
Guerras Revolucionárias Francesas
Enquanto esteve nas Índias Ocidentais, Fletcher desempenhou um papel ativo nos ataques bem-sucedidos às colónias francesas de Martinica, Guadeloupe e Santa Lúcia, que ocorreram entre fevereiro e abril de 1794. Foi durante a captura da ilha de Santa Lúcia que recebeu um ferimento de bala. Fletcher foi transferido para a Dominica, ao tempo uma ilha controlada pelos britânicos, onde foi nomeado engenheiro-chefe antes de ser repatriado no final de 1796.
Enquanto esteve em Inglaterra, Fletcher serviu como ajudante dos Artífices Militares Reais (os Royal Military Artificers) em Portsmouth até dezembro de 1798, altura em que foi enviado para Constantinopla (atual Istambul) para servir como conselheiro militar do Governo Otomano. Com a intenção de viajar através do Hanover, Fletcher partiu de Inglaterra, mas o seu navio naufragou perto da foz do rio Elba e Fletcher foi obrigado a atravessar duas milhas de gelo antes de chegar a terra. Após três meses de viagem através da Áustria e dos então territórios otomanos nos Balcãs, Fletcher chegou finalmente a Constantinopla a 29 de março de 1799. Em junho de 1799, Fletcher, juntamente com as tropas otomanas, avançou para a Síria, obrigando Napoleão a renunciar ao cerco de Acre e a retirar-se para o Egito.
Em 1799, após o seu regresso da Síria, Fletcher participou na preparação das defesas dos turcos nos Dardanelos. Depois de um período em que acompanhou as forças otomanas no Chipre, Fletcher regressou à Síria em junho de 1800, para supervisionar a construção de fortificações em Jaffa e El Arish. Fletcher serviu sob o comando de Sir Ralph Abercromby em dezembro de 1800 na baía de Marmaris, onde se exercitou em desembarques em praia, em preparação para a esperada invasão do Egito prevista para ano seguinte.
Uma expedição de reconhecimento malsucedida ao porto egípcio de Alexandria levou à captura de Fletcher pelos franceses quando, ao regressar ao seu navio após uma missão de reconhecimento noturno em terra, Fletcher foi intercetado por um navio de patrulha francês. Foi mantido prisioneiro em Alexandria até à sua captura daquela cidade pelos britânicos em 2 de setembro de 1801.
Em outubro de 1801, quando foi assinado o armistício geral, Fletcher regressou a Inglaterra, tendo sido promovido a capitão enquanto esteve prisioneiro e mais tarde condecorado pelo Império Otomano pelos seus serviços. O Tratado de Amiens foi assinado em 25 de março de 1802, mas a paz durou pouco e a guerra retornou em maio do ano seguinte. Fletcher foi novamente enviado para Portsmouth, onde ajudou a reforçar as defesas de Gosport. Promovido a major em 2 de abril de 1807, Fletcher participou na Batalha de Copenhaga, travada em agosto desse mesmo ano.
Guerra Peninsular
Pouco depois do início da Guerra Peninsular, Fletcher foi enviado para Portugal. Fez parte da força que ocupou Lisboa quando os franceses se retiraram na sequência da Convenção de Sintra, após o que acompanhou o general Arthur Wellesley, 1.º duque de Wellington, como engenheiro-chefe das forças britânicas em operação em Portugal. Promovido a tenente-coronel do Exército Britânico, a 2 de março de 1809, e depois a tenente-coronel dos Engenheiros Reais a 24 de junho de 1809, combateu na Batalha de Talavera (27-28 de julho de 1809), com um desempenho que lhe mereceu receber um louvor.
Linhas de Torres Vedras
Foi quando Wellington estava a preparar uma retirada para Portugal que Fletcher se tornou famoso por um dos maiores feitos de engenharia militar da história. As célebres Linhas de Torres Vedras foram construídas na estreita península entre o Atlântico e o Tejo. Estas três linhas de defesa, as primeiras localizadas 6 milhas à frente da principal e as últimas 20 milhas atrás, destinavam-se a proteger Lisboa e a proporcionar uma linha de retirada aos britânicos para os seus navios, caso fosse necessário.
Fletcher começou a trabalhar nestas defesas a 20 de outubro de 1809, utilizando soldados e civis portugueses para a maior parte do trabalho. As encostas rochosas foram inclinadas e reforçadas, e os vales foram obstruídos com fortes e terraplenagens. As árvores e a vegetação foram removidas para privar o inimigo de cobertura e sustento, os cursos de água foram represados para construir lagos ou pântanos intransponíveis e os edifícios existentes nas proximidades foram fortificados ou destruídos.
As fortificações guardavam todos os acessos e as baterias dominavam a paisagem a partir das terras altas, enquanto um sistema de estações de sinalização e estradas assegurava que as tropas podiam ser enviadas rapidamente para onde fossem mais necessárias. Todos estes trabalhos foram conduzidos com o maior secretismo, de modo que nem as forças de Napoleão, nem mesmo o governo britânico, tinham conhecimento da existência das linhas até Wellington ser obrigado a retirar-se atrás delas no final do ano seguinte.
Em julho de 1810, pouco antes da conclusão das linhas, Fletcher deixou as fortificações para servir ao lado de Wellington mais uma vez no campo, e esteve assim na Batalha do Buçaco (27 de setembro de 1810), onde mais uma vez se distinguiu e foi mencionado em despachos. Wellington recuou para as Linhas de Torres Vedras em outubro de 1810, perseguido pelas forças do marechal André Masséna, que ficou surpreso ao encontrar defesas tão extensas, tendo-lhe sido prometido pelos rebeldes portugueses que o caminho para Lisboa era fácil.
Os superiores de Wellington ficaram igualmente surpreendidos ao saberem das defesas quando mais tarde receberam o seu relatório. Depois de um ataque malsucedido em 18 de outubro, Masséna retirou-se inicialmente para Santarém, mas quando as suas provisões se esgotaram em março seguinte, abandonou o projeto de outra tentativa de atingir Lisboa e retirou-se para norte.
Campanhas finais na Guerra Peninsular
Integrado nas forças de Wellington, Fletcher participou na perseguição às forças do marechal Masséna até ao Sabugal, onde, depois de algumas escaramuças, a 2 de abril, Masséna foi finalmente posto em ação na Batalha do Sabugal. Este foi o primeiro de uma série de combates em que Wellington e Masséna competiram por posição ao longo da fronteira portuguesa e espanhola.
Depois de forçar o marechal Masséna a abandonar o Sabugal, Wellington dirigiu a sua atenção para Almeida e Ciudad Rodrigo, duas fortalezas que guardavam a aproximação norte a Portugal. Wellington tinha planeado capturar ambas enquanto o exército de Masséna ainda estava em desordem, mas a perda de Badajoz para as forças comandadas pelo marechal Jean-de-Dieu Soult, a 11 de março, retirando a proteção a sul, obrigou à divisão das forças do exército luso-britânico.
Perante esses desenvolvimentos, Wellington enviou então um quarto das suas tropas para reforçar as tropas comandadas pelo general William Beresford, 1.º visconde de Beresford, com ordens para retomar Badajoz, enquanto a sua força restante, que onde se incluía Fletcher, sitiaria Almeida.
Masséna, então com uma força superior, marchou para aliviar Almeida, e Wellington, não querendo combater naquelas condições, retirou-se para as imediações de Fuentes de Oñoro. A povoação mudou de mãos várias vezes durante a Batalha de Fuentes de Oñoro, uma batalha que teve lugar durante três dias (3 a 5 de maio), mas acabou por permanecer sob controlo luso-britânico.
As tropas do marechal Masséna não conseguiram alcançar o forte nem permanecer em campo aberto, pelo que foram obrigadas a retirar a 8 de maio. Wellington continuou o cerco e tomou Almeida dois dias depois.
Fletcher voltou a ser mencionado em despachos quando servia como engenheiro-chefe no segundo cerco de Badajoz (19 de maio a 10 de junho de 1811). Os engenheiros sofreram muitas baixas nas suas tentativas de escavar os magros solos rochosos em torno de um forte que tinha sido reparado e reforçado desde o último cerco mal sucedido. Com falta de munições, tendo sofrido pesadas perdas, e com a notícia de que os reforços franceses estavam a caminho, Wellington retirou as suas forças para Elvas a 10 de junho.
Fletcher esteve também presente durante o cerco de Ciudad Rodrigo (7 - 19 de janeiro de 1812) e, na terceira tentativa de conquistar Badajoz, o terceiro cerco de Badajoz (17 de março - 16 de abril de 1812), que finalmente permitiu capturar a cidade. Neste último cerco, foi Fletcher quem identificou o ponto fraco das defesas e, por isso, acabou por decidir onde deveria ser o ataque principal.
A 19 de março, Fletcher foi atingido na virilha quando uma surtida francesa, a coberto de nevoeiro, chegou às proximidades das trincheiras onde ele e os seus engenheiros estavam a trabalhar. O ferimento poderia ter sido muito pior, não fora um dólar de prata espanhol que tinha no bolso e que absorveu a maior parte da energia da bala de mosquete. O ferimento de Fletcher levou-o a ficar confinado à sua tenda, onde Wellington, desesperadamente carente de bons engenheiros, o visitava diariamente para pedir conselhos.
Fletcher regressou a Inglaterra para recuperar, e foi feito baronete Fletcher em 14 de dezembro de 1812, e recebeu uma pensão de £1,00 per diem. Também recebeu a condecoração portuguesa de comendador da Ordem da Torre e Espada e a Medalha de Ouro do Exército pelas suas ações em Talavera, Bussaco, Ciudad Rodrigo e Badajoz.
Fletcher regressou ao teatro de guerra da Península Ibérica em 1813 e recebeu outra menção em despachos pelo seu papel na Batalha de Vitoria, travada em 21 de junho daquele ano. Fletcher liderou a engenharia militar no Cerco de Pamplona e no Cerco de San Sebastián.
O coronel Sir Richard Fletcher foi morto em ação durante o assalto final a San Sebastián, em 31 de agosto de 1813. Sir Richard é recordado num painel comemorativo da Guerra Peninsular na catedral de Rochester. Um memorial em que é mencionado, colocado na Abadia de Westminster, foi esculpido por Edward Hodges Baily.